# Sangrado digestivo bajo
El Sangrado digestivo bajo es el sangrado que se origina en el tracto gastrointestinal distal al ángulo de Treitz.

## Causas
- Diverticulosis

Son herniaciones mucosas/submucosas que protruyen en un punto débil de la pared del colon. Los divertículos representan la causa más frecuente de hemorragias digestivas bajas importantes. La hemorragia de un divertículo se debe a erosión de la arteriola peridiverticular, que puede precipitar hemorragia masiva. La colonoscopía es el procedimiento ideal para su diagnóstico. Su manejo se realiza mediante terapia antibiótica y reposo intestinal.
- Angiodisplasia

También se le conoce como malformaciones arteriovenosas (MAV). Se cree que representan lesiones degenerativas secundarias a una dilatación progresiva de los vasos sanguíneos normales de la submucosa intestinal. La angiodisplasia puede aparecer en cualquier región del colon, pero el sangrado suele provenir del colon derecho y el ciego. Estas lesiones se pueden diagnosticar mediante la colonoscopía o angiografía. 
- Neoplasias

Representa hasta un 20% de los sangrados. Se asocia a la edad del paciente y los síntomas presentados. La hemorragia suele ser indolora, intermitente y sangrar de manera lenta. Puede provocarse un sangrado masivo si se erosiona un vaso principal.
- Patología Anorrectal:

Las principales causas de sangrado anorrectal son las hemorroides internas, las fisuras anales y las neoplasias colorrectales. Puede afectar a los pacientes en un porcentaje bajo y no conlleva un alto riesgo.  Dada la frecuencia de la patología anorrectal, es muy importante efectuar una investigación minuciosa para descartar las demás causas posibles de sangrado (especialmente una neoplasia maligna) antes de poder atribuir una hemorragia digestiva baja a un trastorno anorrectal.  La mayoría de las hemorragias anorrectales curan sin necesidad de tratamiento y responden a medidas dietéticas y locales.
- Colitis

La inflamación del colon puede deberse a diversas patologías, como las enfermedades intestinales inflamatorias (Enfermedad de Crohn y Colitis Ulcerosa). También encontramos las colitis infecciosas (E. coli enterotóxica, Campylobacter jejuni, Yersinia enterocolitica, Salmonella typhi, Shigella y Neisseria gonorrhoeae).  El tratamiento va a depender del tipo de colitis establecida.
- Isquemia Mesentérica

Se puede presentar en forma de “Colitis Isquémica”. Suele producirse en las zonas divisorias de la flexura esplénica y el colon rectosigmoide, aunque puede afectar al lado derecho hasta en el 40% de los casos. Los pacientes manifiestan dolor abdominal y diarrea sanguinolenta. El tratamiento consiste en reposo intestinal y antibióticos de amplio espectro.

## Síntomas
La Hemorragia Digestiva Baja puede presentarse como:
- Rectorragia: Salida de sangre roja rutilante por el recto y el ano.
- Hematoquecia: Salida de sangre roja oscura mezclada con heces.
- Melena: Salida de heces negras y con mal olor, debido a presencia de sangre provienente del tracto digestivo superior.

Puede acompañarse de dolor abdominal, diarrea o estreñimiento, y dolor rectal.

## Diagnóstico
Muchos de los pacientes dejan de sangrar antes de poder realizar un diagnóstico adecuado, lo que dificulta determinar la fuente del sangrado. Una hemorragia digestiva alta, puede enmascarar una hemorragia digestiva baja.
- Historia clínica y examen físico minucioso
- Colonoscopia
- Angiografía
- Gammagrafía con glóbulos rojos marcados
- Exámenes de laboratorio

Hemoglobina y hematocrito seriado
Pruebas de función hepática
Pruebas de coagulación
Pruebas de función renal y electrolitos
Grupo sanguíneo y Rh

## Predictores de Severidad
- Ritmo cardíaco ≥  100.
- Presión sistólica ≤ 115 mmHg.
- Síncope.
- Abdomen no blando al examen físico.
- Sangrado Rectal Profuso.
- Uso de Aspirina.
- 2 Comorbilidades.

## Tratamiento
Es necesario categorizar el riesgo y volumen del sangrado. El manejo inicial consiste en determinar la estabilidad hemodinámica del paciente, es necesario tomar los signos vitales antes de realizar cualquier diagnóstico. Si es necesario, realizar resucitación con cristaloides. El manejo de la hemorragia digestiva baja va a depender del diagnóstico realizado, ya que lo primordial para controlar el sangrado y realizar un buen manejo, es tratar la causa diagnosticada. La cirugía es la última opción y se reserva para casos de pacientes en shock hipovolémico o que su vida esté en riesgo si no se realiza una cirugía de emergencia. La mayoría de los casos ceden espontáneamente.